# Klass (film)
Pour les articles homonymes, voir Klass.
Pour plus de détails, voir Fiche technique et Distribution.
Klass est un film estonien réalisé par Ilmar Raag, sorti en 2007.

## Synopsis
Le lycéen Joosep est le souffre-douleur de sa classe, victime du brimade. Lorsqu'un nouveau garçon, Kaspar, arrive en classe, il essaie de protéger Joosep, mais est vite attaqué par un groupe de camarades. Anders, le chef du groupe, lui dit que « personne dans notre classe ne protège Joseph, est-ce clair ? ». Joosep et Kaspar décident de se venger, en se procurant des armes et organisant des fusillades dans les écoles. Joosep se suicide, et Kaspar, incapable de se suicider, attend que la police arrive.

## Fiche technique
Sauf indication contraire, les informations mentionnées dans cette section peuvent être confirmées par la base de données cinématographiques IMDb,  présente dans la section « Liens externes ».
- Titre original : Klass
- Réalisation et scénario : Ilmar Raag
- Musique : Martin Kallasvee, Paul Oja et Timo Steiner
- Décors Eva-Maria Gramakovski
- Costumes : Agne Talu
- Photographie : Kristjan-Jaak Nuudi
- Montage : Tambet Tasuja
- Production : Ilmar Raag et Riina Sildos
- Production déléguée : Kaspar Kaljas et Gerda Kordemets
- Sociétés de production : Amrion et ETV
- Société de distribution : Amrion
- Pays de production :  Estonie
- Langue originale : estonien
- Format : couleur – 35 mm – 1,85:1 – son Dolby Digital
- Genre : drame
- Durée : 99 minutes
- Dates de sortie :
  - Estonie : 16 mars 2007
  - France : 12 octobre 2008 (Festival de Lyon hors écran)
  - Belgique : 1er septembre 2013

## Distribution
- Vallo Kirs (et) : Kaspar
- Pärt Uusberg : Joosep
- Lauri Pedaja (et) : Anders
- Paula Solvak : Thea
- Mikk Mägi : Paul
- Riina Ries : Riina
- Joonas Paas : Toomas
- Kadi Metsla : Kati
- Triin Tenso : Kerli
- Virgo Ernits : Tiit
- Karl Sakrits : Olav
- Laine Mägi : la professeure titulaire
- Leila Säälik : la grand-mère de Kaspar
- Margus Prangel : le père de Joosep
- Tiina Rebane : la mère de Joosep
- Merle Jääger : la professeure d'histoire
- Marje Metsur : la professeure de littérature
- Kaie Mihkelson : la directrice d'école
- Kaspar Kannelmäe
- Brita Kikas : Kerttu
- Mirjam Mesak : Marylin
- Max-Sander Mikli
- Imre Paabo : Meelis

## Tournage
Le tournage a lieu à Tallinn.

## Distinctions
Sauf indication contraire, les informations mentionnées dans cette section peuvent être confirmées par la base de données cinématographiques IMDb,  présente dans la section « Liens externes ».

### Récompenses
- Festival du film Nuits noires de Tallinn 2007 : meilleur film
- Festival international du film de Karlovy Vary 2007 :
  - Meilleur film
  - Label Europa Cinemas
- Festival international du film de Varsovie 2007 :
  - Prix spécial du jury
  - Prix FIPRESCI

### Nomination
- Festival international du film de Varsovie 2007 : prix Varsovie

## Suite
Une suite a lieu en une série de 7 épisodes intitulée Klass: elu pärast (litt. « Classe : pour toujours ») qui raconte ce qui se passe après ce film. Elle est diffusée en novembre 2010 sur ETV, et ne concerne pas seulement la violence scolaire, précise le réalisateur.